# Dolga Poljana
Dolga Poljana falu Szlovéniában, a Goriška statisztikai régióban, a Vipava-völgyben, a Vipava-folyó jobb partján. Közigazgatásilag Ajdovščinához tartozik.
A falut Dolenjével összekötő régi kőhíd a Vipava-folyó fölött ível át.. A háromlyukú kőhíd a tizenkilencedik században épült. Útburkolatát kavics alkotja, melyet oldalról a híd támfalai határolnak.

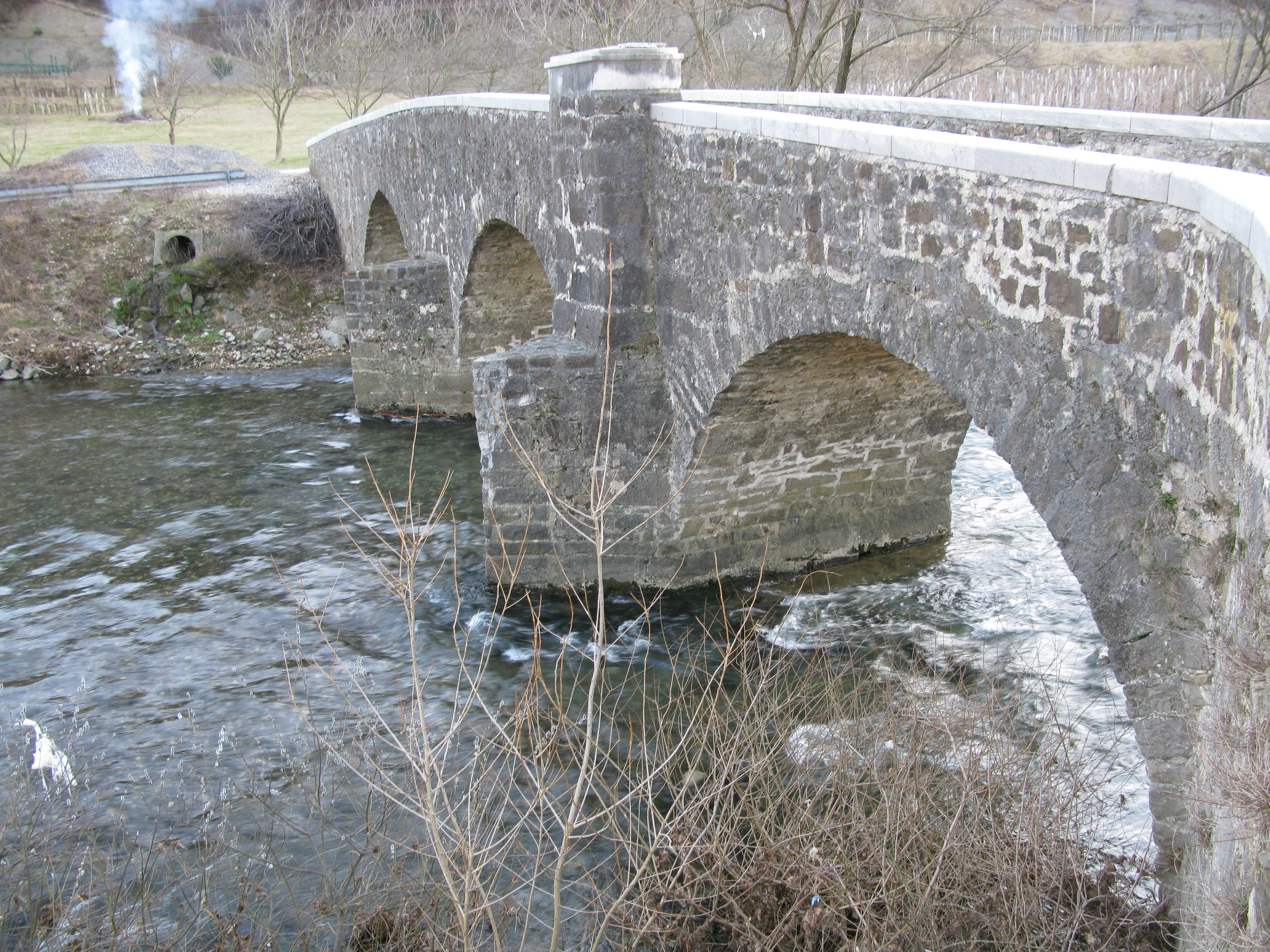
A település kőhídja

## Fordítás
- Ez a szócikk részben vagy egészben  a   Dolga Poljana című angol Wikipédia-szócikk ezen változatának fordításán alapul.  Az eredeti cikk szerkesztőit annak laptörténete sorolja fel. Ez a jelzés csupán a megfogalmazás eredetét és a szerzői jogokat jelzi, nem szolgál a cikkben szereplő információk forrásmegjelöléseként.